# Nectomys squamipes
Rato d'água (Nectomys squamipes) é um roedor pertencente ao género Nectomys.
Tem coloração marron escuro com barriga de tom mais claro espesso e macio. A cauda pe mais longa que o comprimento do corpo e da cabeça. Os membros anteriores são mais curtos que os posteriores e suas patas apresentam membrana interdigital.
É normalmente encontrado em matas ou capoeiras sempre próximos de água. Esta espécie nada com bastante agilidade e constrói ninhos no chão junto a vegetação densa.
É um hospedeiro de muitos parasitas perigosos para o homem.
Vive na América Central e do Sul.